# 阿科內山
81°43′S 161°2′E / 81.717°S 161.033°E
阿科內山（Mount Arcone），是南極洲的山峰，位於沙克爾頓海岸，處於卡諾珀斯山以北13公里，屬於邱吉爾山脈中納什山脈的一部分，海拔高度1,350米，現時由南極條約體系管理。